# 福山市立広瀬中学校
福山市立広瀬中学校（ふくやましりつひろせちゅうがっこう）はかつて広島県福山市加茂町北山にあった男女共学の公立中学校。

## 沿革
- 1947年4月1日 - 新学制施行により広瀬村立広瀬中学校が発足する。
- 1948年9月1日 - 同校敷地内に、広島県神辺高等学校広瀬分校を設立。[2][注 1]
- 1953年3月6日 - 広島県神辺高等学校広瀬分校が、広島県深安郡加法村大字下加茂1190番地の加法村加茂村学校組合立深安中学校の設置場所に位置変更認可[2]。
- 1955年3月31日 - 深安郡加茂・広瀬・山野各村が統合して深安郡加茂町が発足したことにより加茂町立広瀬中学校と改称する。
- 1975年2月1日 - 深安郡加茂町が福山市に編入されたことに伴い福山市立広瀬中学校と改称する。
- 2022年
  - 3月13日 - 閉校式を敢行[3]
  - 3月31日 - 閉校

## 校名の由来
- 深安郡広瀬村（当時）にあることから。

## 概要
- 旧深安郡加茂町の中央部、現在の福山市加茂町の北部を学区とする中学校である。
- 学区は標高350～400mの高地にある。福山市内の35の市立中学校では最高所にある中学校である。
- 「広瀬中学校」ではあるが、必ずしも旧深安郡広瀬村（現在の福山市加茂町北山及び百谷）全域を学区とはしていない。北山地区と百谷地区の間は整備された道路がない上、北山地区でも広瀬中学校より加茂中学校に通ったほうが便利な地域があるからである。
- 上記二つの事情から人口は少ない上に過疎化・高齢化が著しく、加茂中学校への統合話が何度も持ち上がっているが、通学距離が長くなることや地域の核が失われることから学区では学校維持に取り組んでいる。但し、生徒数は十数人と福山市内の中学校では最も少なく、四川ダム建設で道路事情が良くなったことから今後は不透明である。
- 閉校後、小中施設一体型の特認校である福山市立広瀬学園（福山市立広瀬学園小学校・福山市立広瀬学園中学校）が開校した。

## 学区
- 特別の事情がない限り福山市立広瀬小学校の児童全員が進学することになっている。各小学校の学区は以下の通りである。

福山市立広瀬小学校区
- 加茂町北山の一部（100～2299番地、2600～4456番地、4458番地以降）

## 学区の地理

### 主要施設
- 福山市役所加茂支所広瀬分所

### 名所・旧跡・観光地
- 大すき - 謎の空堀遺構。「芋原」という小字があることから広瀬地区に奈良時代初頭まで存在した茨城があったとする人もいる。
- フィールドアスレチック冒険村 - 道路事情の悪さから客足が伸びず廃業した。

### 教育機関（小学校以上）
- 福山市立広瀬小学校

## アクセス
- バス便が不便なことから自動車で行くほうが良い。かつては福山市加茂町北山字刈光（かりこう）から広島県道418号井関加茂線を通らなければならず、その狭さとダンプカーの多さに苦しめられたが、四川ダム建設と並行して福山市加茂町粟根から上下2車線の立派な道路が整備され、広瀬地区に行くには便利になった。